# Troncens
Troncens (Troncens en gascon) est une commune française située dans le sud du département du Gers, en région Occitanie. Sur le plan historique et culturel, la commune est dans le pays d'Astarac, un territoire du sud gersois très vallonné, au sol argileux, qui longe le plateau de Lannemezan.
Exposée à un climat océanique altéré, elle est drainée par le Laüs, le Cabournieu, le ruisseau de Cassagnau et par divers autres petits cours d'eau. La commune possède un patrimoine naturel remarquable composé de deux zones naturelles d'intérêt écologique, faunistique et floristique.
Troncens est une commune rurale qui compte 162 habitants en 2022, après avoir connu un pic de population de 640 habitants en 1841.  Ses habitants sont appelés les Troncenois ou  Troncenoises.

## Géographie

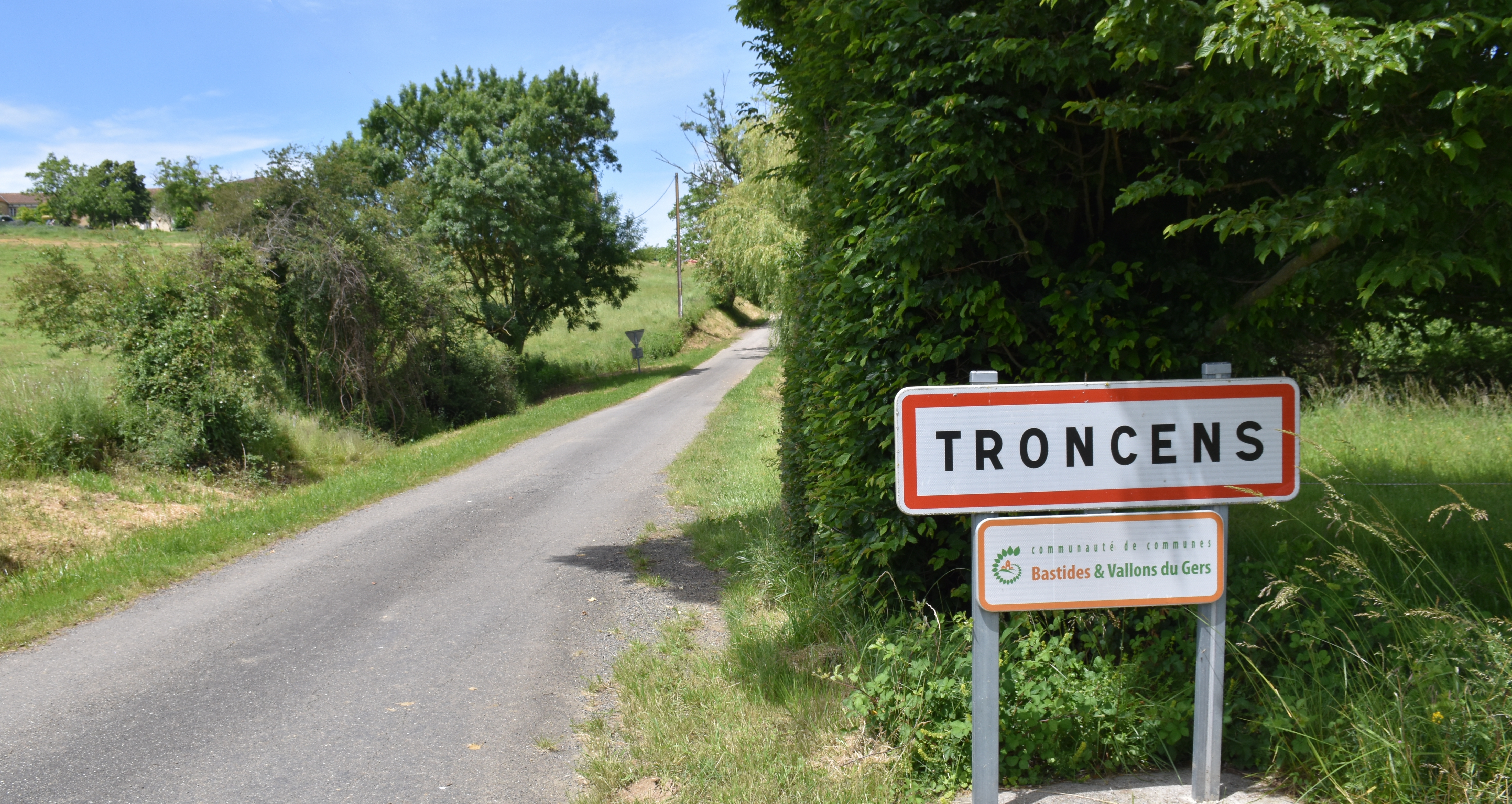
Une entrée de la commune.

### Localisation
Troncens est une commune située au sud du département du Gers près des Hautes-Pyrénées.
L'habitat est dispersé.

### Communes limitrophes
Les communes limitrophes sont  Aux-Aussat, Betplan, Blousson-Sérian, Laguian-Mazous, Malabat, Monlezun, Monpardiac et Tillac.
| Ricourt (par un quadripoint) | Monlezun | Tillac                     |
| Blousson-Sérian              | Troncens | Monpardiac                 |
| Malabat                      | Betplan  | Aux-Aussat, Laguian-Mazous |

### Géologie et relief
Troncens se situe en zone de sismicité 3 (sismicité modérée).

### Hydrographie

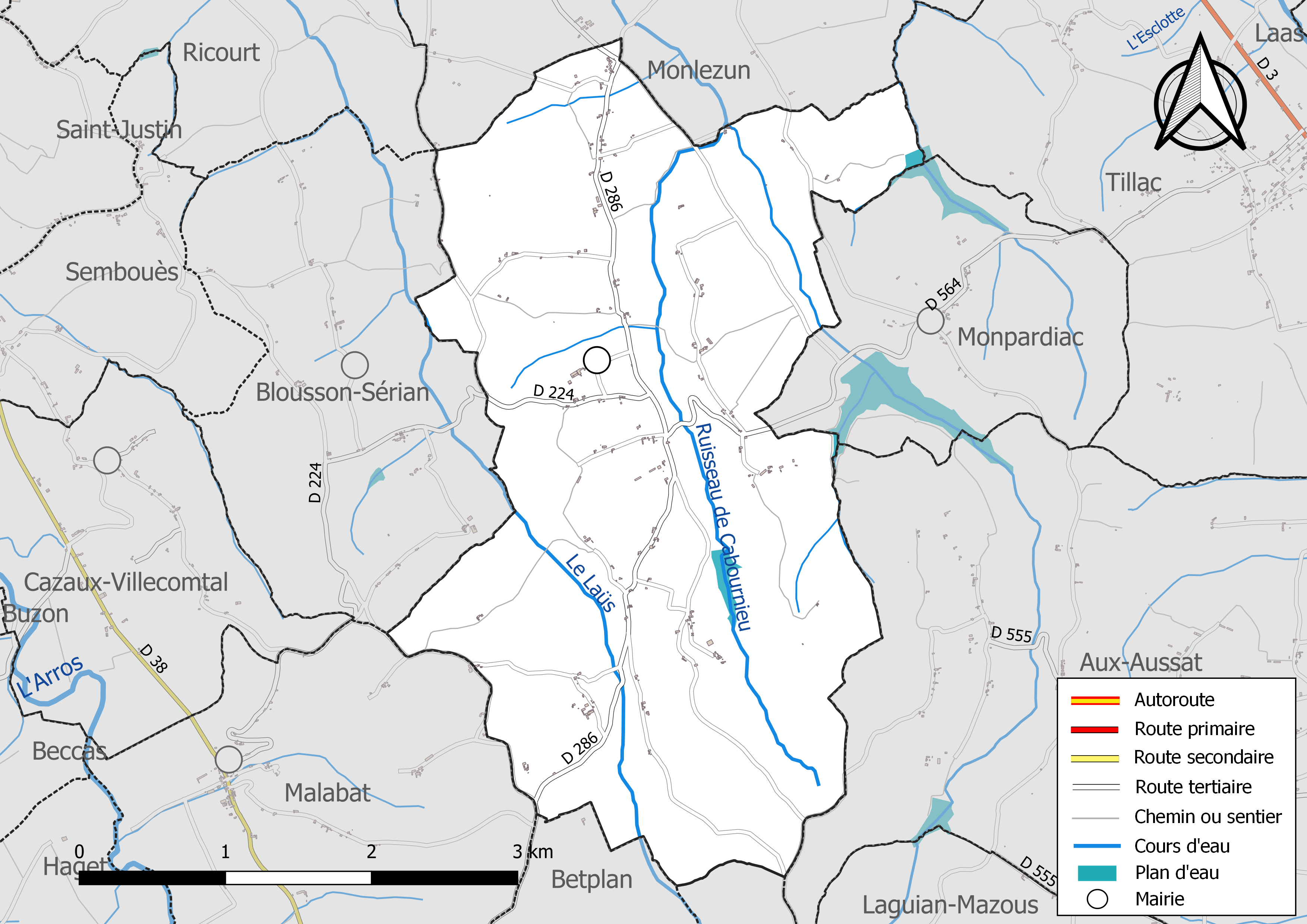
Réseaux hydrographique et routier de Troncens.

La commune est dans le bassin de l'Adour, au sein du bassin hydrographique Adour-Garonne. Elle est drainée par le Laüs, le Cabournieu, le ruisseau de Cassagnau, et par divers petits cours d'eau, qui constituent un réseau hydrographique de 14 km de longueur totale,.
Le Laüs, d'une longueur totale de 21 km, prend sa source dans la commune de Laguian-Mazous et s'écoule du sud-est vers le nord-ouest. Il traverse la commune et se jette dans le Bouès à Juillac, après avoir traversé 9 communes.
Le Cabournieu, d'une longueur totale de 11,3 km, prend sa source dans la commune de Troncens et s'écoule du sud-est vers le nord-ouest. Il se jette dans le Bouès à Monlezun.

### Climat
Pour des articles plus généraux, voir Climat de l'Occitanie et Climat du Gers.
En 2010, le climat de la commune est de type climat océanique altéré, selon une étude s'appuyant sur une série de données couvrant la période 1971-2000. En 2020, Météo-France publie une typologie des climats de la France métropolitaine dans laquelle la commune est toujours exposée à un climat océanique altéré et est dans la région climatique Aquitaine, Gascogne, caractérisée par une pluviométrie abondante au printemps, modérée en automne, un faible ensoleillement au printemps, un été chaud (19,5 °C), des vents faibles, des brouillards fréquents en automne et en hiver et des orages fréquents en été (15 à 20 jours).
Pour la période 1971-2000, la température annuelle moyenne est de 12,3 °C, avec une amplitude thermique annuelle de 15 °C. Le cumul annuel moyen de précipitations est de 922 mm, avec 10,5 jours de précipitations en janvier et 7,1 jours en juillet. Pour la période 1991-2020, la température moyenne annuelle observée sur la station météorologique la plus proche, située sur la commune de Sadeillan à 13 km à vol d'oiseau, est de 13,6 °C et le cumul annuel moyen de précipitations est de 900,9 mm,. Pour l'avenir, les paramètres climatiques de la commune estimés pour 2050 selon différents scénarios d'émission de gaz à effet de serre sont consultables sur un site dédié publié par Météo-France en novembre 2022.

### Milieux naturels et biodiversité
L’inventaire des zones naturelles d'intérêt écologique, faunistique et floristique (ZNIEFF) a pour objectif de réaliser une couverture des zones les plus intéressantes sur le plan écologique, essentiellement dans la perspective d’améliorer la connaissance du patrimoine naturel national et de fournir aux différents décideurs un outil d’aide à la prise en compte de l’environnement dans l’aménagement du territoire.
Une ZNIEFF de type 1 est recensée sur la commune :
la « forêt de Betplan et bois de Massecap » (483 ha), couvrant 5 communes du département et une ZNIEFF de type 2, : 
les « coteaux de Capvern à Betplan » (10 246 ha), couvrant 46 communes dont huit dans le Gers et 38 dans les Hautes-Pyrénées.

Carte des ZNIEFF de type 1 et 2 à Troncens.
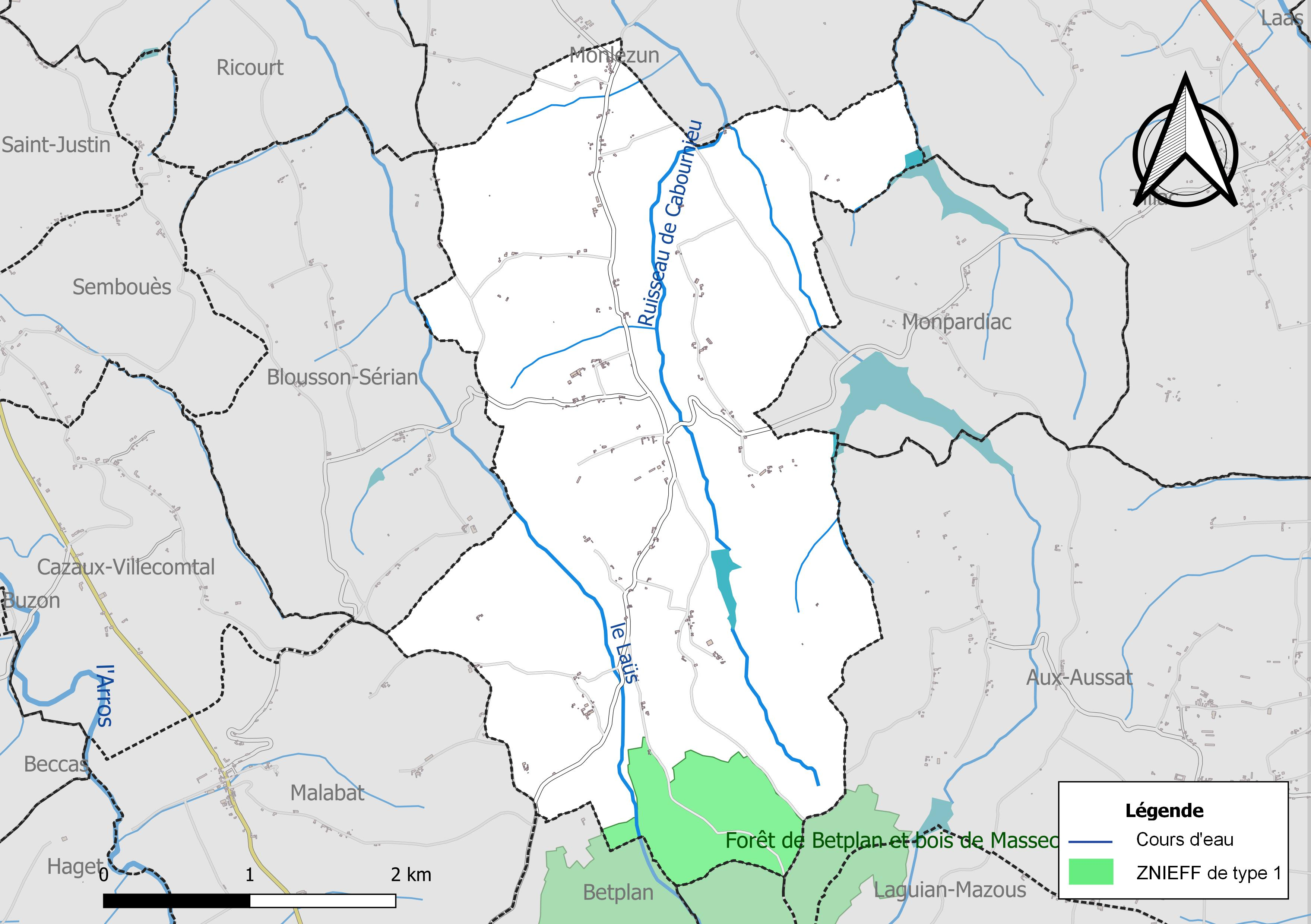
Carte de la ZNIEFF de type 1 sur la commune.
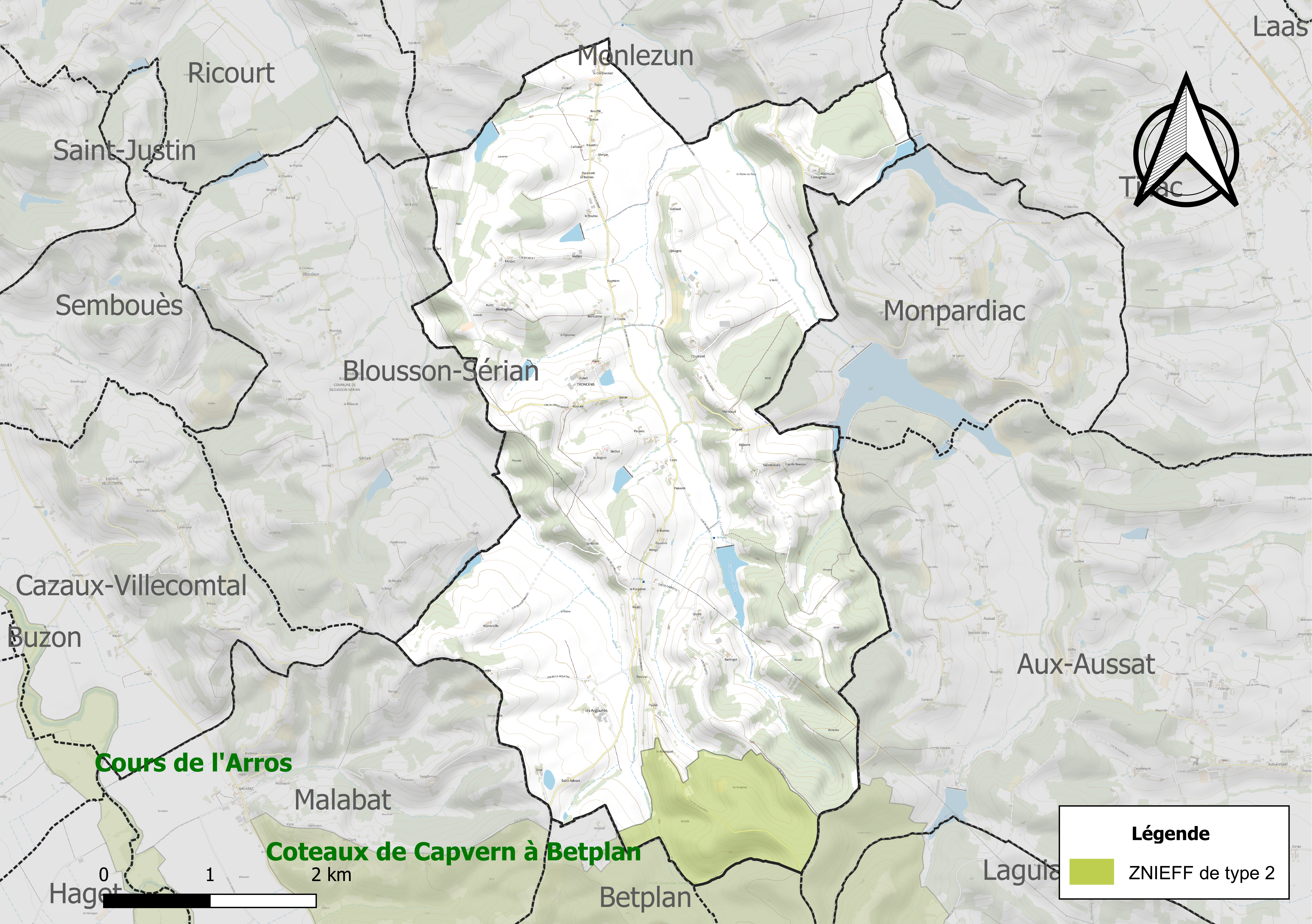
Carte de la ZNIEFF de type 2 sur la commune.

## Urbanisme

### Typologie
Au 1er janvier 2024, Troncens est catégorisée commune rurale à habitat très dispersé, selon la nouvelle grille communale de densité à sept niveaux définie par l'Insee en 2022.
Elle est située hors unité urbaine et hors attraction des villes,.

### Occupation des sols
L'occupation des sols de la commune, telle qu'elle ressort de la base de données européenne d’occupation biophysique des sols Corine Land Cover (CLC), est marquée par l'importance des territoires agricoles (79,9 % en 2018), en augmentation par rapport à 1990 (75 %). La répartition détaillée en 2018 est la suivante : 
terres arables (47,2 %), prairies (24,7 %), forêts (20,1 %), zones agricoles hétérogènes (8 %). L'évolution de l’occupation des sols de la commune et de ses infrastructures peut être observée sur les différentes représentations cartographiques du territoire : la carte de Cassini (XVIIIe siècle), la carte d'état-major (1820-1866) et les cartes ou photos aériennes de l'IGN pour la période actuelle (1950 à aujourd'hui).

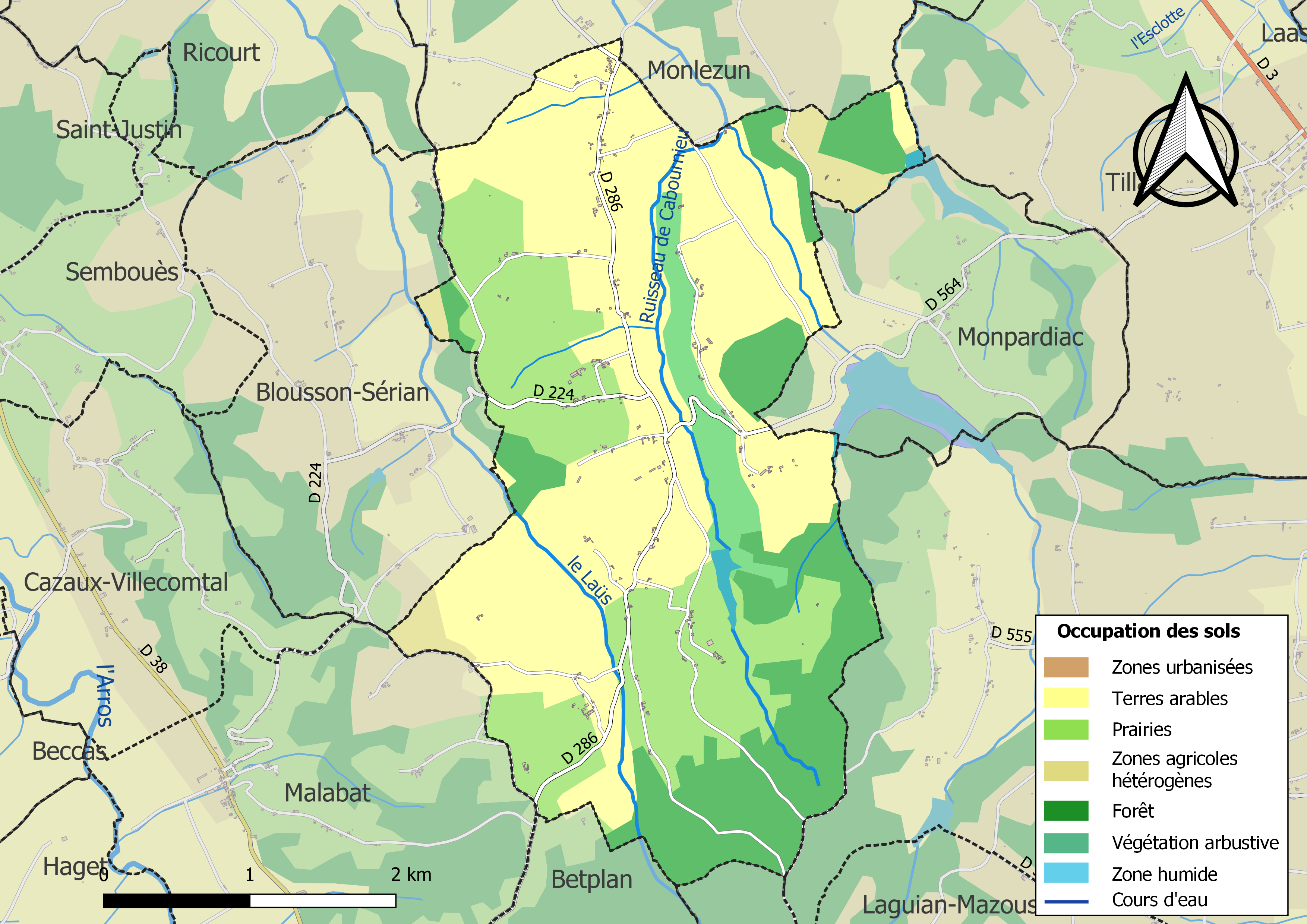
Carte des infrastructures et de l'occupation des sols de la commune en 2018 (CLC).

### Risques majeurs
Le territoire de la commune de Troncens est vulnérable à différents aléas naturels : météorologiques (tempête, orage, neige, grand froid, canicule ou sécheresse) et séisme (sismicité modérée). Un site publié par le BRGM permet d'évaluer simplement et rapidement les risques d'un bien localisé soit par son adresse soit par le numéro de sa parcelle.

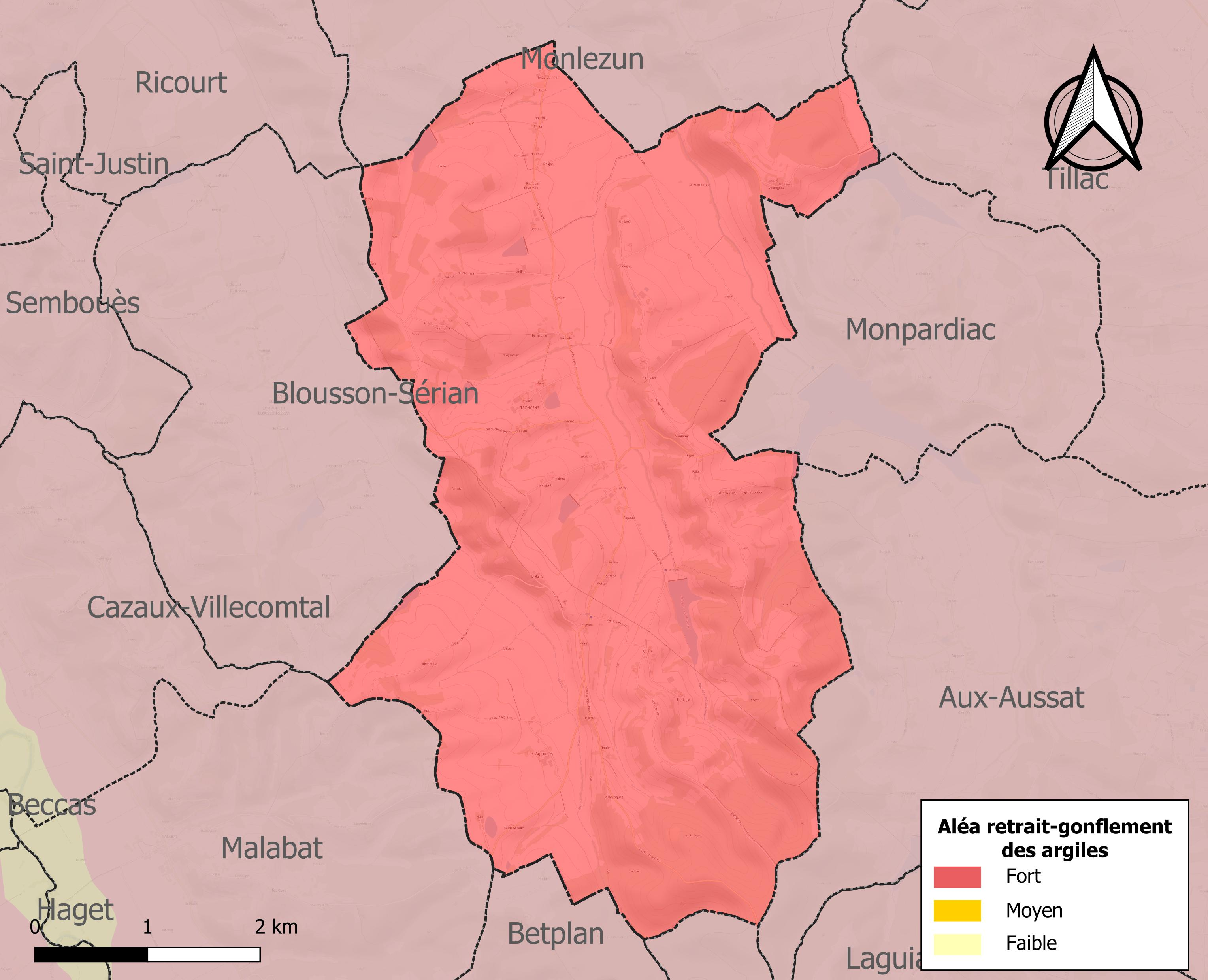
Carte des zones d'aléa retrait-gonflement des sols argileux de Troncens.

Le retrait-gonflement des sols argileux est susceptible d'engendrer des dommages importants aux bâtiments en cas d’alternance de périodes de sécheresse et de pluie. La totalité de la commune est en aléa moyen ou fort (94,5 % au niveau départemental et 48,5 % au niveau national). Sur les 93 bâtiments dénombrés sur la commune en 2019, 93 sont en aléa moyen ou fort, soit 100 %, à comparer aux 93 % au niveau départemental et 54 % au niveau national. Une cartographie de l'exposition du territoire national au retrait gonflement des sols argileux est disponible sur le site du BRGM,.
Par ailleurs, afin de mieux appréhender le risque d’affaissement de terrain, l'inventaire national des cavités souterraines permet de localiser celles situées sur la commune.
La commune a été reconnue en état de catastrophe naturelle au titre des dommages causés par les inondations et coulées de boue survenues en 1999 et 2009. Concernant les mouvements de terrains, la commune a été reconnue en état de catastrophe naturelle au titre des dommages causés par la sécheresse en 2002 et par des mouvements de terrain en 1999.

## Histoire
Le village a obtenu une charte de coutumes en 1318.

## Politique et administration

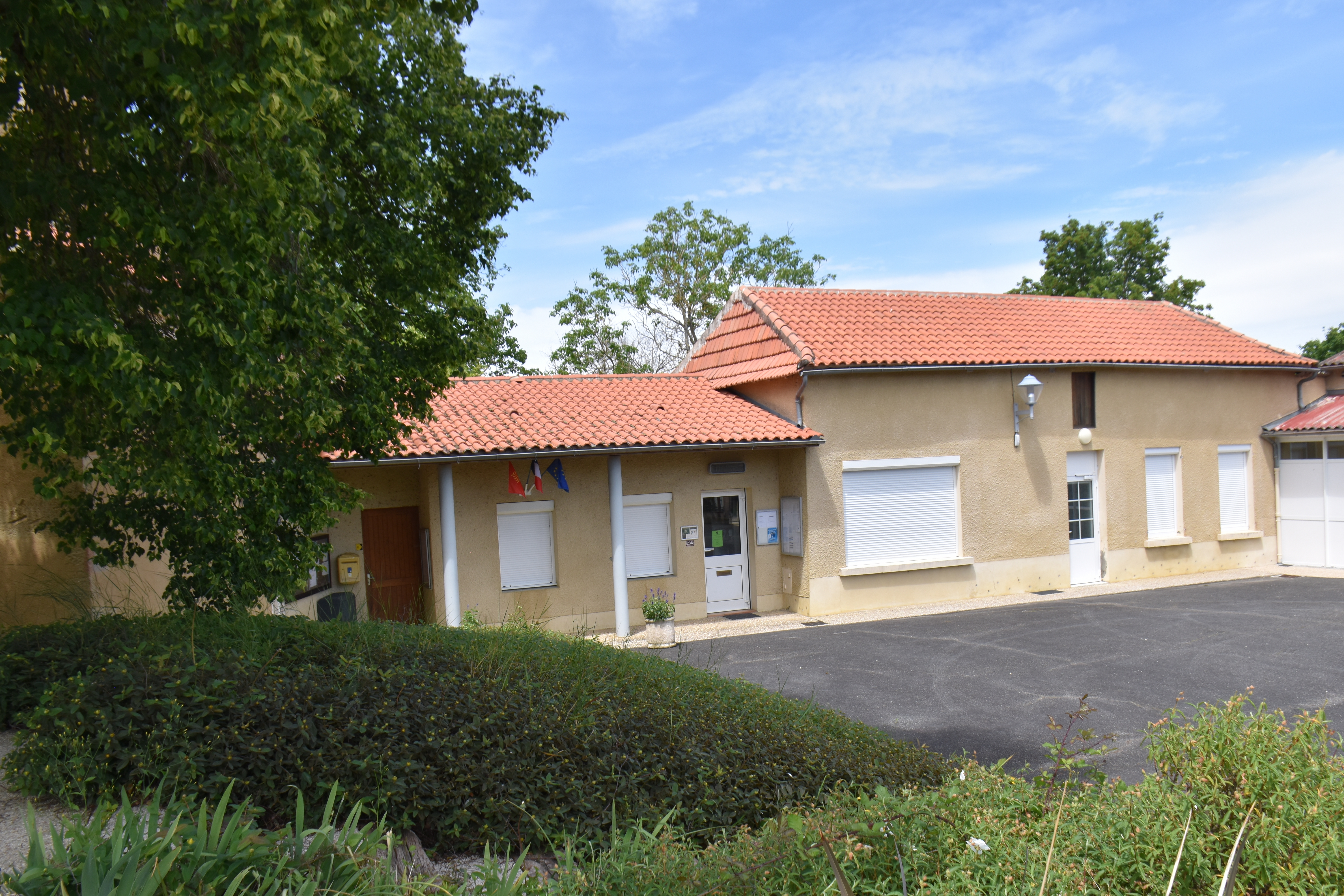
La mairie.

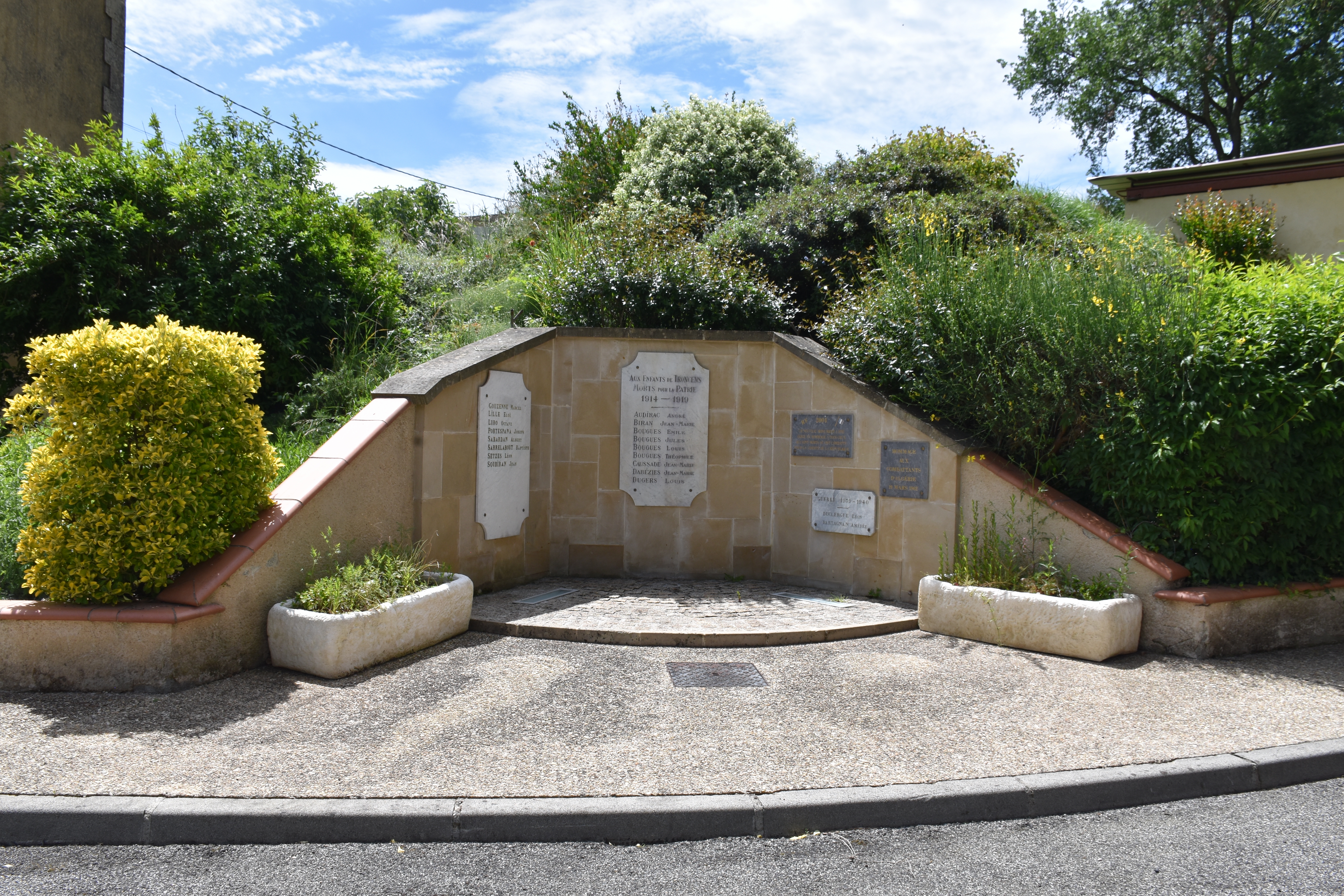
Le monument aux morts.

| Période                                  | Période  | Identité        | Étiquette     | Qualité                                                          |
| ---------------------------------------- | -------- | --------------- | ------------- | ---------------------------------------------------------------- |
| mars 1977                                | En cours | Francis Daguzan | Apparenté PCF | Agriculteur. Conseiller général du canton de Marciac (1982-2015) |
| Les données manquantes sont à compléter. |          |                 |               |                                                                  |

## Démographie
| 1793 | 1800 | 1806 | 1821 | 1831 | 1841 | 1846 | 1851 | 1856 |
| ---- | ---- | ---- | ---- | ---- | ---- | ---- | ---- | ---- |
| 574  | 158  | 416  | 572  | 595  | 640  | 632  | 577  | 611  |

| 1861 | 1866 | 1872 | 1876 | 1881 | 1886 | 1891 | 1896 | 1901 |
| ---- | ---- | ---- | ---- | ---- | ---- | ---- | ---- | ---- |
| 588  | 566  | 532  | 531  | 508  | 487  | 441  | 429  | 421  |

| 1906 | 1911 | 1921 | 1926 | 1931 | 1936 | 1946 | 1954 | 1962 |
| ---- | ---- | ---- | ---- | ---- | ---- | ---- | ---- | ---- |
| 406  | 402  | 331  | 329  | 324  | 298  | 278  | 256  | 219  |

| 1968 | 1975 | 1982 | 1990 | 1999 | 2006 | 2011 | 2016 | 2021 |
| ---- | ---- | ---- | ---- | ---- | ---- | ---- | ---- | ---- |
| 198  | 197  | 206  | 206  | 199  | 186  | 186  | 184  | 169  |

| 2022 | - | - | - | - | - | - | - | - |
| ---- | - | - | - | - | - | - | - | - |
| 162  | - | - | - | - | - | - | - | - |

## Économie

### Revenus
En 2018  (données Insee publiées en septembre 2021), la commune compte 69 ménages fiscaux, regroupant 163 personnes. La médiane du revenu disponible par unité de consommation est de 18 960 € (20 820 € dans le département).

### Emploi
|                | 2008  | 2013  | 2018  |
| -------------- | ----- | ----- | ----- |
| Commune        | 5,9 % | 6,5 % | 9,8 % |
| Département    | 6,1 % | 7,5 % | 8,2 % |
| France entière | 8,3 % | 10 %  | 10 %  |

En 2018, la population âgée de 15 à 64 ans s'élève à 101 personnes, parmi lesquelles on compte 71,6 % d'actifs (61,8 % ayant un emploi et 9,8 % de chômeurs) et 28,4 % d'inactifs,. En  2018, le taux de chômage communal (au sens du recensement) des 15-64 ans est supérieur à celui du département, mais inférieur à celui de la France, alors qu'il était inférieur à celui du département et de la France en 2008.
La commune est hors attraction des villes,. Elle compte 39 emplois en 2018, contre 40 en 2013 et 35 en 2008. Le nombre d'actifs ayant un emploi résidant dans la commune est de 65, soit un indicateur de concentration d'emploi de 60,1 % et un taux d'activité parmi les 15 ans ou plus de 48,7 %.
Sur ces 65 actifs de 15 ans ou plus ayant un emploi, 22 travaillent dans la commune, soit 34 % des habitants. Pour se rendre au travail, 73,8 % des habitants utilisent un véhicule personnel ou de fonction à quatre roues, 3,1 % les transports en commun, 10,7 % s'y rendent en deux-roues, à vélo ou à pied et 12,3 % n'ont pas besoin de transport (travail au domicile).

### Activités hors agriculture

#### Secteurs d'activités
15 établissements sont implantés  à Troncens au 31 décembre 2019.
Le secteur de la construction est prépondérant sur la commune puisqu'il représente 33,3 % du nombre total d'établissements de la commune (5 sur les 15 entreprises implantées  à Troncens), contre 14,6 % au niveau départemental.

#### Commerces et artisans
- Agriculture : tournesols, maïs, haricots tarbais, soja.
- 1 gîte rural : CAP de BOUEOU (bouéou = bœuf en gascon). - Location de vacances dans une ferme du XVIIIe siècle.
- 10 km de Marciac et son festival Jazz in Marciac 2014.

### Agriculture
La commune est dans l'Astarac, une petite région agricole englobant tout le Sud du département du Gers, un quart de sa superficie, et correspondant au pied de lʼéventail gascon. En 2020, l'orientation technico-économique de l'agriculture  sur la commune est la polyculture et/ou le polyélevage.
|               | 1988 | 2000  | 2010  | 2020  |
| ------------- | ---- | ----- | ----- | ----- |
| Exploitations | 36   | 21    | 17    | 15    |
| SAU (ha)      | 923  | 1 107 | 1 267 | 1 198 |

Le nombre d'exploitations agricoles en activité et ayant leur siège dans la commune est passé de 36 lors du recensement agricole de 1988  à 21 en 2000 puis à 17 en 2010 et enfin à 15 en 2020, soit une baisse de 58 % en 32 ans. Le même mouvement est observé à l'échelle du département qui a perdu pendant cette période 51 % de ses exploitations,. La surface agricole utilisée sur la commune a quant à elle augmenté, passant de 923 ha en 1988 à 1 198 ha en 2020. Parallèlement la surface agricole utilisée moyenne par exploitation a augmenté, passant de 26 à 80 ha.

## Culture locale et patrimoine

### Lieux et monuments

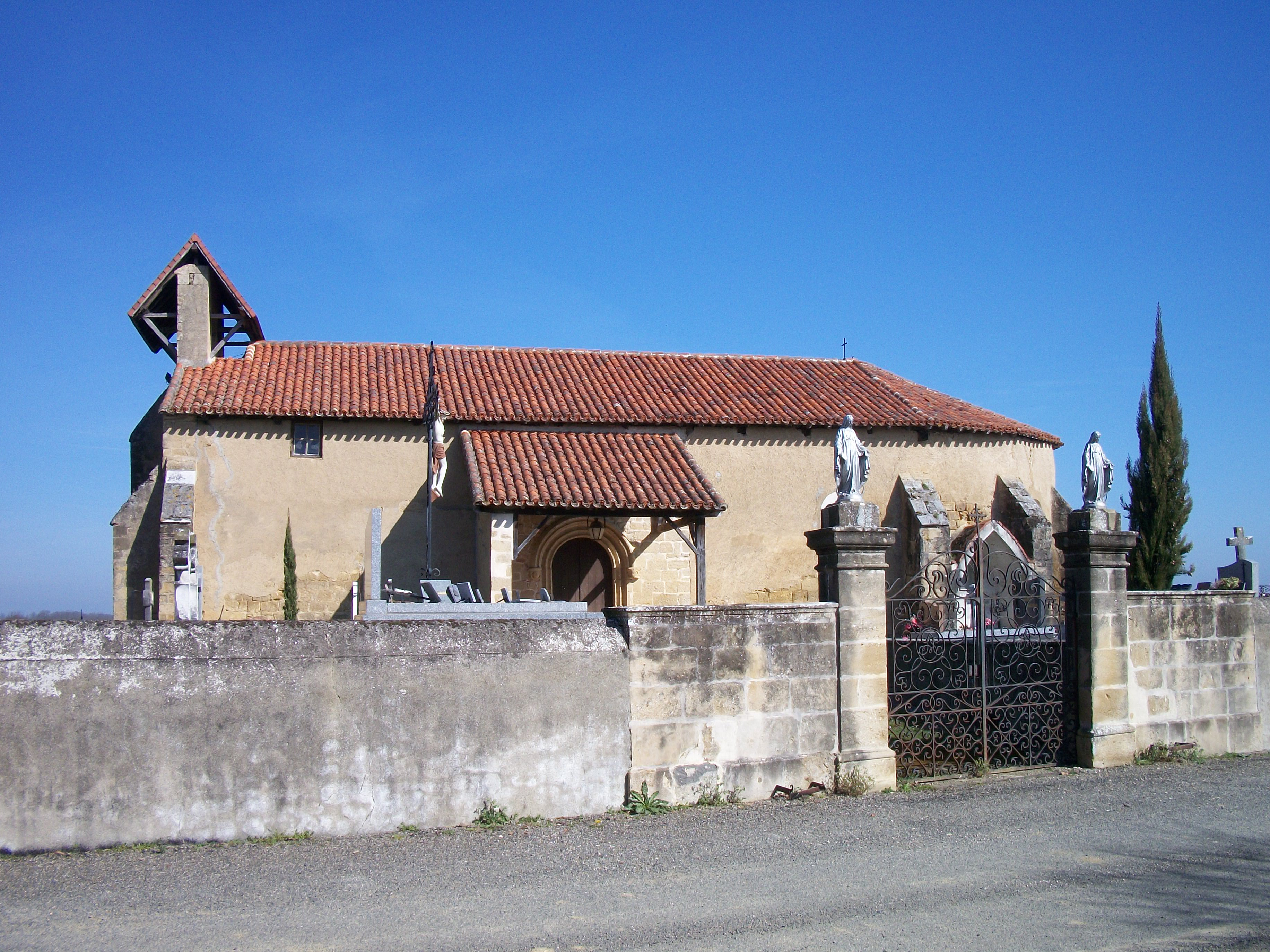
Église Saint-Jean-Baptiste du cimetière de Troncens

L'église, la mairie-poste, l'école et la salle des fêtes sont accolées formant un « l » imparfait. La cour de récréation et la place du village sont pour partie confondues.
Un lac se situe en contrebas du complexe municipal évoqué ci-dessus.
- Église de Troncens (village).
- Église Saint-Jean-Baptiste du cimetière de Troncens.

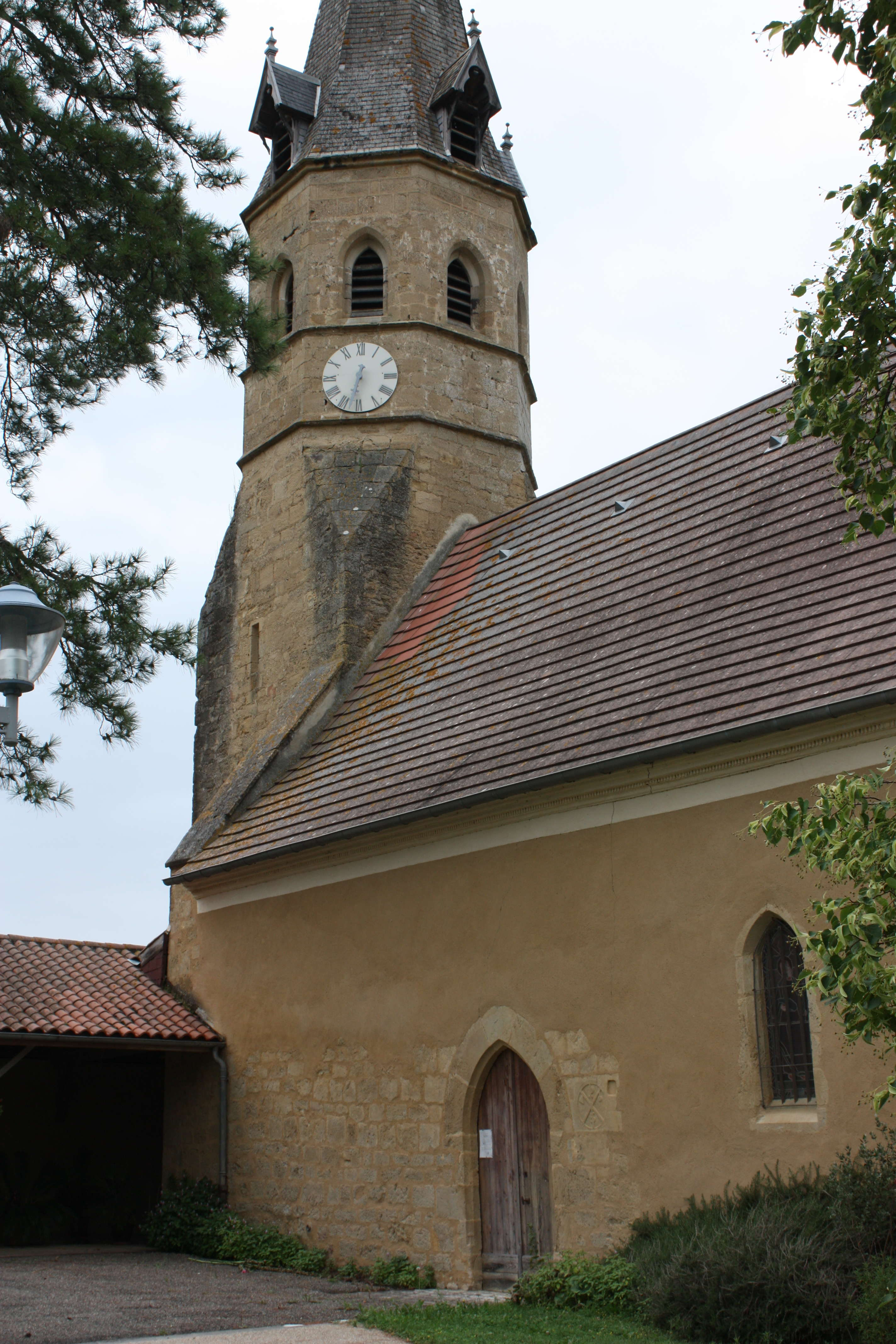
Église de Troncens
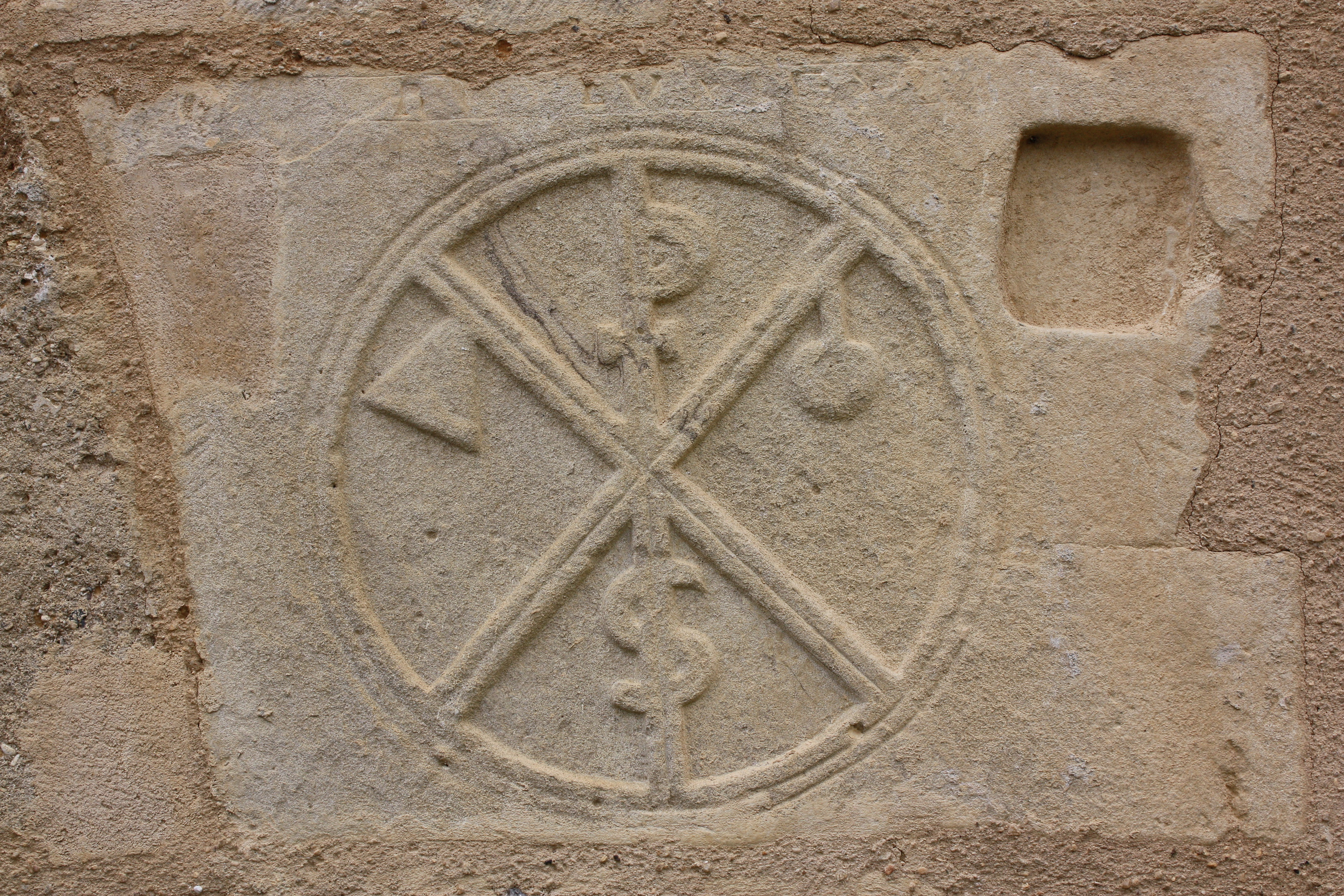
Église de Troncens. Un chrisme

## Vie pratique

### Enseignement
Troncens ne possède plus d'école primaire depuis 2016.

### Culture

#### Le Festival Jazz In Marciac
Jazz in Marciac situé à 10 km de Troncens dans la ville de Marciac, qui devient la capitale du Gers, mais aussi et surtout la capitale nationale du Jazz. Considéré comme l'un des plus importants festivals de France, il accueille près de 200 000 visiteurs chaque année, ainsi que de nombreux grands noms de la musique comme Sonny Rollins, Oscar Peterson, Lionel Hampton, Diana Krall, Wynton Marsalis ou bien encore le Modern Jazz Quartet.